# Balrog Award
Der Balrog Award war ein Literaturpreis, der von 1979 bis 1985 für Werke aus dem Bereich Fantasy und Science-Fiction verliehen wurde. Der Preis wurde von der International Fantasy Gamers Society von 1979 bis 1982 bei der Fantasy-Convention Foolcon am Johnson County Comminity College in Overland Park, Kansas, Anfang April (der 1. April ist der April Fools’ Day) aufgrund einer Abstimmung vergeben. Der Name des Preises bezieht sich auf den Balrog, einen mythischen Dämon aus den Werken von J. R. R. Tolkien. Der Preis wurde nie völlig ernst genommen, weshalb man auch oft ironisch von den Coveted Balrog Awards sprach, den „begehrten Balrog-Preisen“. Der Grund dafür mochte sein, dass hier eine sehr überschaubare Zahl von Abstimmenden Preise in zahlreichen Kategorien vergab, dass der Preis nach einem Monster benannt war, oder die Verbindung des Abstimmungsdatums mit Aprilscherzen.
Der Balrog Award wurde in folgenden Kategorien vergeben:
- novel – Roman
- short fiction/short story – Kurzgeschichte
- collection/anthology – Sammlung / Anthologie
- poet – Lyrik
- artist – Künstler
- amateur publication – Fanzine
- professional publication – Prozine
- amateur achievement – besondere Leistung (Amateur)
- professional achievement – besondere Leistung (professionell)
- sf film hall of fame – Science-Fiction-Film (Hall of Fame)
- fantasy film hall of fame – Fantasy-Film (Hall of Fame,)
- judges’ choice – Jurypreis
- special award – Sonderpreis

Die Preise für Roman, Kurzgeschichte und Sammlung / Anthologie wurden für im vorangegangenen Jahr erschienene Werke vergeben. Die Hall-of-Fame-Preise für Science-Fiction- und Fantasy-Film wurden retrospektiv vergeben, d. h. die ausgezeichneten Werke waren in der Regel älter.

## Liste der Preisträger
Roman
- 1979: Tom Reamy: Blind Voices
- 1980: Anne McCaffrey: Dragondrums
- 1981: Stephen R. Donaldson: The Wounded Land
- 1982: Katherine Kurtz: Camber the Heretic
- 1983: Stephen R. Donaldson: The One Tree
- 1984: George R. R. Martin: The Armageddon Rag
- 1985: David Brin: The Practice Effect

Kurzgeschichte
- 1979: Pat Cadigan: Death from Exposure
- 1980: Roger Zelazny: The Last Defender of Camelot
- 1981: Richard Cowper: The Web of the Magi
- 1982: C. J. Cherryh: A Thief in Korianth
- 1983: George Clayton Johnson: All of Us Are Dying
- 1984: John Morressy: Wizard Goes A-Courtin’
- 1985: Patricia A. McKillip: A Troll and Two Roses

Sammlung / Anthologie
- 1979: Phyllis Eisenstein: Born to Exile
- 1980: Stephen King: Night Shift
- 1981: J. R. R. Tolkien, herausgegeben von Christopher Tolkien: Unfinished Tales
- 1982: Robert Lynn Asprin (Hrsg.): Shadows of Sanctuary
- 1983: Robert Lynn Asprin (Hrsg.): Storm Season
- 1984: Roger Zelazny: Unicorn Variations
- 1985: Stephen R. Donaldson: Daughter of Regals and Other Tales

Lyrik
- 1979: Ray Bradbury
- 1980: H. Warner Munn
- 1981: H. Warner Munn
- 1982: Frederick J. Mayer
- 1983: Frederick J. Mayer
- 1984: Frederick J. Mayer
- 1985: Ardath Mayhar

Künstler
- 1979: Tim Kirk
- 1980: Michael Whelan
- 1981: Frank Frazetta
- 1982: Real Musgrave
- 1983: Tim Hildebrandt
- 1984: Real Musgrave
- 1985: Richard Pini & Wendy Pini

Fanzine
- 1979: Shayol
- 1980: Fantasy Newsletter
- 1981: Fantasy Newsletter
- 1982: Eldritch Tales
- 1983: Shayol
- 1984: Fantasy Newsletter
- 1985: Eldritch Tales

Prozine
- 1979: Age of Dreams, Alicia Austin
- 1980: Omni
- 1981: F&SF
- 1982: Omni
- 1983: F&SF
- 1984: F&SF
- 1985: Masques, J. N. Williamson

besondere Leistung (Amateur)
- 1979: Paul C. Allen, für den Fantasy Newsletter und Of Swords and Sorcery
- 1980: Paul C. Allen, für den Fantasy Newsletter und Of Swords and Sorcery
- 1981: Paul C. Allen & Susan Allen, für den Fantasy Newsletter
- 1982: Robert A. Collins, für die Rettung des Fantasy Newsletter
- 1983: Allan Bechtold, für SF-Workshops
- 1984: Stan Gardner, für die Rettung der Balrogs
- 1985: David B. Silva, für The Horror Show

besondere Leistung (professionell)
- 1979: J. R. R. Tolkien / Donald M. Grant
- 1980: Anne McCaffrey
- 1981: George Lucas, für sein Werk, insbesondere die Star-Wars-Saga
- 1982: Steven Spielberg
- 1982: George Lucas
- 1983: Ben Bova, als Autor und Herausgeber von Omni und Analog
- 1984: Pendragon Gallery, für die Unterstützung von Fantasy-Kunst
- 1985: Hap Henriksen, für die National SF/Fantasy Hall of Fame

Science-Fiction-Film (Hall of Fame)
- 1980: 2001: A Space Odyssey / Star Wars
- 1981: The Empire Strikes Back
- 1982: Forbidden Planet
- 1983: The Day the Earth Stood Still
- 1984: Blade Runner
- 1985: Starman
- 1985: E.T. the Extraterrestrial

Fantasy-Film (Hall of Fame)
- 1980: Fantasia
- 1981: The Wizard of Oz
- 1982: King Kong
- 1983: The Dark Crystal
- 1984: Bambi
- 1985: Raiders of the Lost Ark

Jurypreis
- 1979: Andre Norton, für das Lebenswerk
- 1979: Jonathan Bacon, für Fantasy Crossroads
- 1982: Leo Dillon & Diane Dillon
- 1984: Mercer Mayer, für ihren Unterricht in Fantasy-Kunst für Kinder

Sonderpreis
- 1980: Ian Ballantine & Betty Ballantine
- 1981: Fritz Leiber
- 1981: Jorge Luis Borges
- 1983: Kirby McCauley
- 1985: Lester del Rey